# 枕小神经
枕小神经（lesser occipital nerve）是颈丛的一神经分支。 起自C2，沿着胸索乳突肌的上缘走行，分布于枕部和耳廓背面上部的皮肤。

## 结构

### 交通
枕小神经和枕大神经、耳大神经和交通。

### 变异
在极少数情况下，枕小神经可能会重复2-3次。

## 临床意义
枕小神经的问题可能导致枕神经痛。

## 其它图像

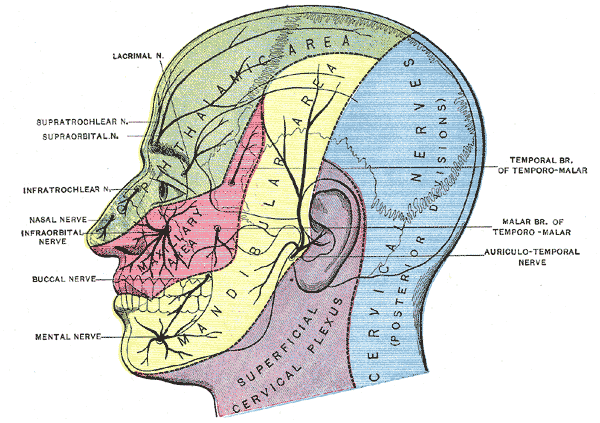
三叉神经的皮支的分布